# Zasłonak korzeniastotrzonowy

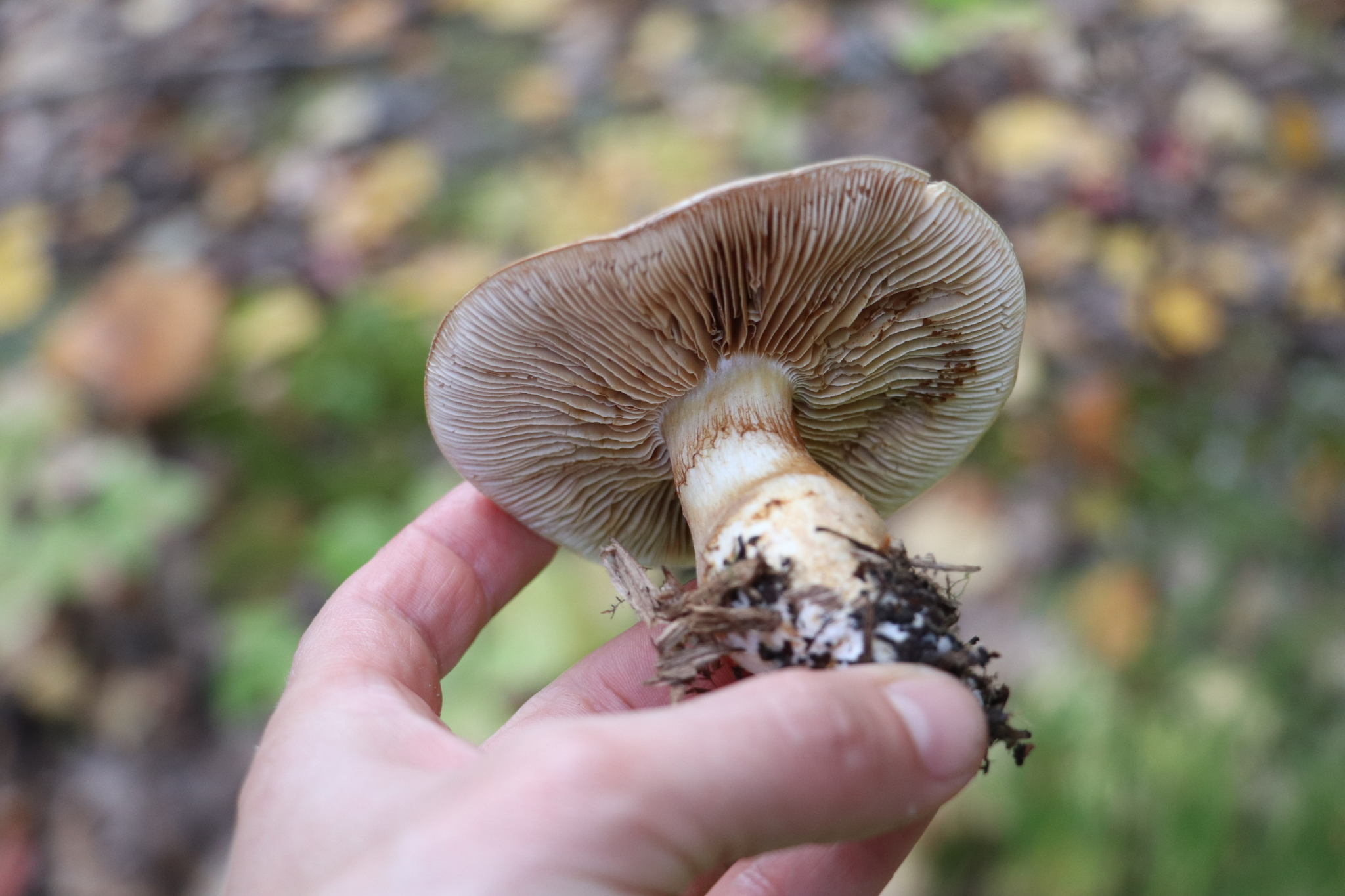

Zasłonak korzeniastotrzonowy (Phlegmacium argutum A.H. Sm.) – gatunek grzybów należący do rodziny zasłonakowatych (Cortinariaceae).

## Systematyka i nazewnictwo
Pozycja w klasyfikacji według Index Fungorum: Phlegmacium, Cortinariaceae, Agaricales, Agaricomycetidae, Agaricomycetes, Agaricomycotina, Basidiomycota, Fungi.
Po raz pierwszy opisał go w 1838 r. Elias Fries nadając mu nazwę Cortinarius argutus. Obecną nazwę nadali mu Tuula Niskanen i Kare Liimatainen w 2022 r.
Ma 21 synonimów. Niektóre z nich:
- Cortinarius rammii Rob. Henry 1989
- Inoloma argutum (Fr.) Ricken 1912
- Phlegmacium argutum f. gemellum (Bidaud, Moënne-Locc. & Reumaux) Niskanen & Liimat. 2022
- Phlegmacium argutum f. perflavescens (Bidaud, Moënne-Locc. & Reumaux) Niskanen & Liimat. 2022
- Phlegmacium argutum var. corydalinoides (Langl. & Reumaux) Niskanen & Liimat. 2022[2].

Andrzej Nespiak w 1975 r. nadał mu polską nazwę zasłonak nieforemny, Władysław Wojewoda w 2003 r. zmienił ją na zasłonak korzeniastotrzonowy. Po przeniesieniu do rodzaju Phlegmacium obydwie są niespójne z aktualną nazwą naukową.

## Morfologia
Kapelusz
Średnica 3–10 cm, początkowo wypukły, potem płaski. Brzeg początkowo lekko podwinięty, potem wyprostowany i pofalowany. Powierzchnia lepka, początkowo gładka, potem na środku pomarszczona, za młodu na brzegu pokryta białymi, frędzlowatymi resztkami zasnówki, początkowo biaława, potem kremowa, bladożółtobrązowa, słabo ciemnożółta, czasami jasno pomarańczowo-brązowa na środku. Po uszkodzeniu żółknie.
Blaszki
Przyrośnięte lub zbiegające ząbkiem, dość szerokie, gęste lub bardzo gęste, początkowo o barwie od białej do różowawo kremowej, ale czasami jasnofioletowe, następnie żółtawobiałe, blado ciemnożółte, brązowożółte do mlecznokawowych.
Trzon
Wysokość 7–11,5 cm, grubość 1–2 cm, długi, poszerzający się w kierunku wierzchołka przy podstawie zwężający się i tworzący nibykorzeń. Powierzchnia początkowo biała do kremowej, czasami brązowawa, potem czerwonawo brązowa do bladofioletowej. Czasami, zwłaszcza przy podstawie widoczne są białawe włókienka zasnówki.
Miąższ
W kapeluszu białawy, jędrny, miejscami żółtawy, w trzonie łykowaty, przy podstawie prawie zdrewniały. Po wysuszeniu w eksykatach staje się niebieskawy do szarawego.
Cechy mikroskopowe
Wysyp zarodników rdzawobrązowy. Zarodniki migdałkowate do wąsko migdałkowatych, umiarkowanie do wyraźnie brodawkowatnych, słabo dekstrynoidalne, 10–11 (12) × 5–6 µm, Q = (1,99) 2,0. Strzępki w skórce kapelusza bardzo cienkie, żółtawe, wyraźnie typu ixocutis. Na strzępkach są sprzążki. Trama blaszek regularna.

## Występowanie i siedlisko
Znane jest występowanie tego gatunku w Ameryce Północnej (w USA i Kanadzie), w Europie i w Rosji. W. Wojewoda w 2003 r. przytacza 5 stanowisk w Polsce i proponuje umieszczenie go w czerwonej księdze gatunków zagrożonych w kategorii E – gatunki wymierające, których przeżycie jest mało prawdopodobne, jeśli nadal będą działać czynniki zagrożenia. Bardziej aktualne stanowiska podaje internetowy atlas grzybów. Znajduje się w nim na liście gatunków zagrożonych i wartych objęcia ochroną.
Naziemny grzyb mykoryzowy. Występuje w różnego typu lasach, zwłaszcza iglastych. Grzyb naziemny, w Polsce szczególnie często spotykany pod świerkami, ale w innych krajach rośnie notowany także na obrzeżach lasów i w parkach często w trawie pod topolami, brzozami i wierzbami.